# Dorjee Khandu
Dorjee Khandu (19 mars 1955 - 30 avril 2011) est un homme politique indien, appartenant au Congrès national indien. Il est le 6e dirigeant de l'État d'Arunachal Pradesh. Il fut réélu à ce poste en 2009 pour un second mandat. 
Il meurt dans un accident d'hélicoptère survenu près du col de Sela Pass, dans le district de Tawang, le 30 avril 2011.